# 比尤特谷 (加利福尼亞州)
比尤特谷（英語：Butte Valley）是位於美國加利福尼亞州比尤特縣的一個人口普查指定地區。

## 地理
比尤特谷的座標為39°39′32″N 121°37′52″W / 39.65889°N 121.63111°W，而該地最高點為海拔高度107米（即351英尺）。

## 人口
根據2010年美國人口普查的數據，比尤特谷的面積為49.400平方千米，當中陸地面積為49.371平方千米，而水域面積為0.029平方千米。當地共有人口899人，而人口密度為每平方千米18人。